# Noël Dorion
Noël Dorion (24 juillet 1904 à Charlesbourg - 9 mars 1980) est un avocat et homme politique canadien.

## Biographie
Admis au Barreau en juillet 1927, il est le premier président du Jeune Barreau de Québec en 1934. Il épouse une belgo-russe Olga Malherbe le 9 juin 1932 à Liège et le couple aura deux fils : Henri Dorion, avocat devenu géographe, et Louis également avocat (et père de la députée Catherine Dorion). Il sera bâtonnier du Barreau du Québec en 1954.  Comme avocat, il s'est particulièrement fait connaître en tant que procureur de la Couronne, à la suite de l'affaire Coffin.
Il se présente aux élections québécoises de 1944 dans Kamouraska et est défait. 
En politique fédérale, il est d'abord défait dans la circonscription de Québec-Est, lors de l'élection fédérale générale du 11 juin 1945, comme candidat indépendant.
Il est élu à la Chambre des communes du Canada dans la circonscription de Bellechasse, à l'élection générale du 31 mars 1958, comme candidat conservateur.
Il est secrétaire d'État du Canada dans le gouvernement de John Diefenbaker du 11 octobre 1960 au 5 juillet 1962.  Il est aussi président du Conseil privé du 28 décembre 1961 au 5 juillet 1962.
En 1970 il était associé de son fils Louis Dorion et de Pierre Jolin, époux de Mimi Letellier (1968)
Il est défait dans la circonscription de Bellechasse, à l'élection générale du 18 juin 1962, comme candidat conservateur.  Il retourne alors à la pratique du droit jusqu'à son décès, en mars 1980.

## Famille
Il est le frère de Charles-Napoléon Dorion et de Frédéric Dorion. Il est le père d'Henri Dorion. Il est le grand-père de Catherine Dorion, Nathalie Coupal et de Geneviève Dorion-Coupal. Il est le beau-père de Renée Hudon.
Parmi les membres de sa famille on compte Frédéric Dorion, puis l'agronome Pierre André Dorion époux de Suzanne Jolly. Leur fils Pierre G Dorion, avocat, juge, conseiller juridique au Secrétariat de la province, était pilote amateur et notamment membre de l'Aéro Club de Québec.